# Don Menza

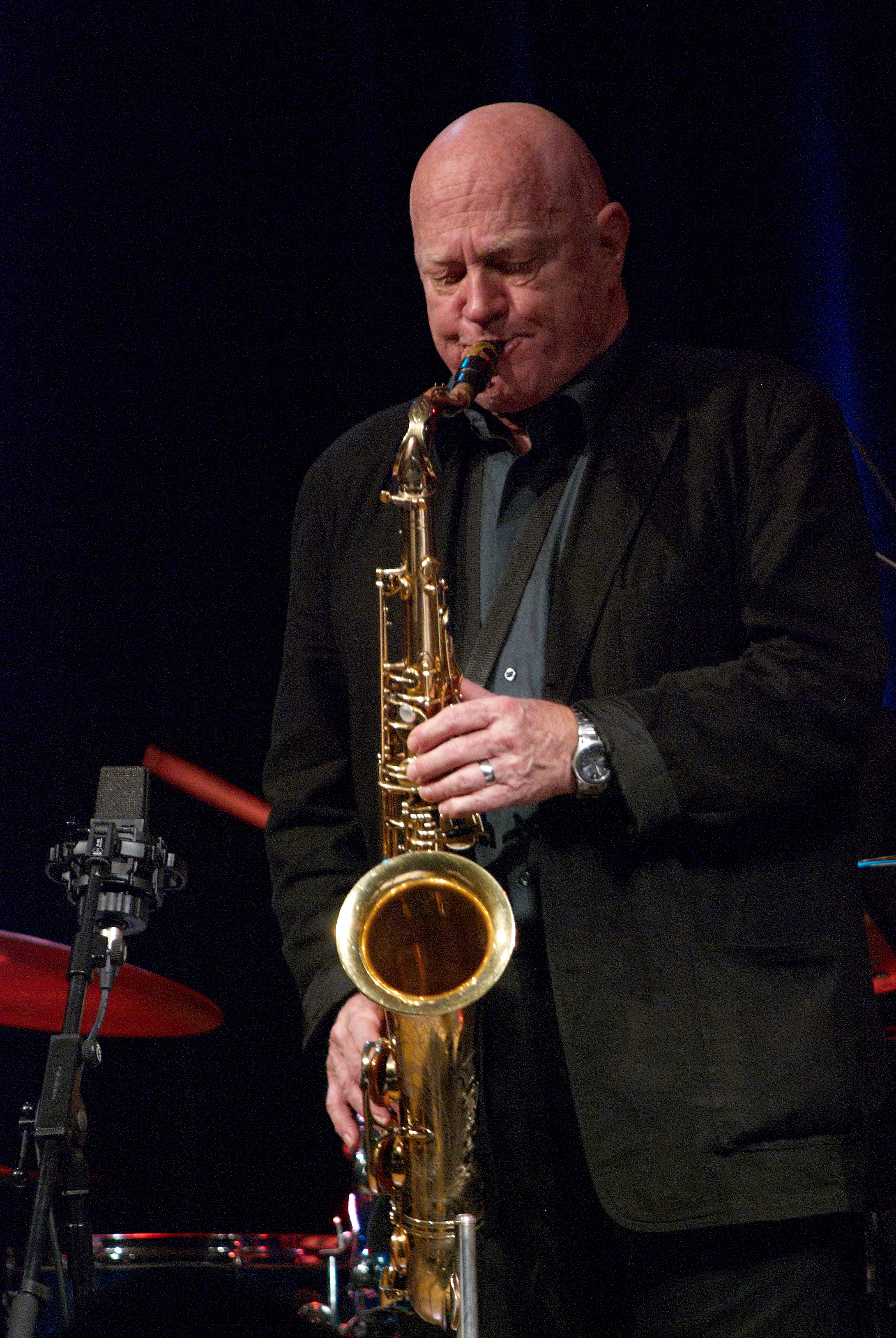
Don Menza bei einem Konzert in Fürth 2010

Donald Joseph Menza (* 22. April 1936 in Buffalo (New York)) ist ein US-amerikanischer Jazzmusiker (Tenorsaxophon, Klarinette, Flöte) und Arrangeur.

## Leben
Menza lernte 1953/54 in der Highschool Saxophon und vertiefte diese Kompetenz im Studium an der State University of New York. Während seiner Armeezeit in Stuttgart studierte er Klarinette und war ab November 1956 Mitglied der „7. Army Jazzband“, in der damals auch Don Ellis, Leo Wright und Cedar Walton spielten. 1957 trat er auf dem Deutschen Jazzfestival in einer „Four Brothers“-Formation mit Joki Freund, Hans Koller und Willi Sanner auf, bevor er in die Vereinigten Staaten zurückkehrte. 1959 spielte er mit Al Belleto und wurde beim Notre Dame Festival als bester Tenorsaxophonist ausgezeichnet. 1960 und 1961 arbeitete er bei Maynard Ferguson, anschließend bei Stan Kenton, bevor er mit einem eigenen Quintett in Buffalo aktiv war.
Zwischen 1964 und 1968 gehörte er zum Orchester von Max Greger und war zugleich der Co-Leader des Jazzensembles des Bayerischen Rundfunks. Joachim Ernst Berendt produzierte 1965 mit ihm die Platte „Morning Song“ (mit u. a. Rick Kiefer, Fritz Pauer, Pierre Favre). Sowohl das Jazzensemble des Bayerischen Rundfunks erhielt beim Montreux Jazz Festival 1967 den ersten Preis als auch er als Solist. Weiterhin trat er in dieser Zeit auch mit der Kenny Clarke/Francy Boland Big Band auf. In den 1960er Jahren während seines beruflich bedingten Aufenthaltes in München, hatte Menza wesentlichen Anteil am Sound der legendären Jamsessions im Schwabinger Jazzclub „Domicile“.
Nach der Rückkehr in die USA arbeitete Menza bei Buddy Rich, bevor er in Los Angeles als Komponist, Arrangeur und Studiomusiker tätig wurde und dabei auch über einen längeren Zeitraum mit Louie Bellson und seiner Band zusammenarbeitete. Seine Platte „Bones Blues“ (1979) wurde für den kanadischen Juno Award nominiert. Seit 1980 leitete Menza immer wieder eine eigene Bigband, mit denen er seine Kompositionen und Arrangements einspielt. Daneben arbeitete er auch mit der hr-Bigband und anderen europäischen Bigbands, etwa jenen von Bobby Burgess oder Harald Rüschenbaum. Weiterhin unterrichtet er seit 1989 an der Universität von Las Vegas, ist in der „International Association for Jazz Education“ aktiv und gibt Workshops.
Der Saxophonist wirkte unter anderem an Plattenaufnahmen von Carmen McRae, Ernestine Anderson, Dave Grusin, Jimmy Witherspoon, Horace Silver, Klaus Weiss, Peter Herbolzheimer oder Dianne Reeves mit. Als Gaststar des Harald Rüschenbaum Trio tritt er im Herbst 2012 in der BR-Sendung „Bühne frei im Studio 2“ vor das Münchner Publikum. Der Sendetermin des Mitschnitts war der 7. Dezember 2012 in der „Jazztime“ auf BR-Klassik.
Der Heavy-Metal-Schlagzeuger Nick Menza (Megadeth) war sein Sohn.

## Sekundärliteratur
- Martin Kunzler: Jazz-Lexikon. Band 2: M–Z (= rororo-Sachbuch. Bd. 16513). 2. Auflage. Rowohlt, Reinbek bei Hamburg 2004, ISBN 3-499-16513-9.